# Lake Wylie
Der Lake Wylie ist ein US-amerikanischer künstlicher Speichersee, der in den Bundesstaaten South Carolina und North Carolina gelegen ist. Der See hat eine Fläche von 54 Quadratkilometern und einen Umfang von 523 Kilometern.

## Geschichte
1904 wurde der erste Damm  an dieser Stelle von der Catawba Power Company gebaut, um elektrische Energie zu erzeugen. Der Catawba River wurde zu diesem Zweck aufgestaut.
1924 wurde das Bauwerk durch die Southern Power Company erweitert und ausgebaut.

## Sonstiges
Die Grenze zwischen den Staaten North Carolina und South Carolina führt durch den See.